# Partido de Todos los Industriales y Agricultores
El Partido de Todos los Industriales y Agricultores fue un partido político en Dominica. Participó en las elecciones de 1961, recibiendo 8,1% de los votos pero sin obtener ningún escaño. No participó en elecciones posteriores.